# Jiekeng (sockenhuvudort i Kina, Zhejiang Sheng, lat 28,45, long 120,40)
Jiekeng (kinesiska: 界坑, 界坑乡) är en sockenhuvudort i Kina. Den ligger i provinsen Zhejiang, i den östra delen av landet, omkring 200 kilometer söder om provinshuvudstaden Hangzhou. Antalet invånare är 3 685. Befolkningen består av 1 671 kvinnor och 2 014 män. Barn under 15 år utgör 20,0 %, vuxna 15-64 år 61 %, och äldre över 65 år 18,0 %.
Runt Jiekeng är det tätbefolkat, med 266 invånare per kvadratkilometer. Närmaste större samhälle är Xunzhai, 13,4 km sydost om Jiekeng. I omgivningarna runt Jiekeng växer i huvudsak blandskog.
Genomsnittlig årsnederbörd är 2 331 millimeter. Den regnigaste månaden är juni, med i genomsnitt 383 mm nederbörd, och den torraste är januari, med 67 mm nederbörd.